# Sharhorod
Sharhorod (em ucraniano:  Шаргород; em russo:  Шаргород, em polonês/polaco:  Szarogród) é uma cidade da Ucrânia, situada no Oblast de Vinnytsia. Tem 6,87 km² de área e sua população em 2020 foi estimada em 7.035 habitantes.